# 第11步兵師 (德國國防軍)
德國陸軍第11步兵師（德語：11. Infanterie-Division）是第二次世界大戰期間德意志國防軍的師級部隊。它在1934年10月1日於阿倫施泰因首次被編成。在1935年10月15日，基於德國的重整軍隊計劃，部隊被改名為第11步兵師。1945年4月30日，該師得以從庫爾蘭口袋中撤離。